# Russkij Turiek
Russkij Turiek (ros. Русский Турек) – wieś (sieło) w Rosji, w obwodzie kirowskim, w rejonie urużumskim. W 2010 liczyła 1154 mieszkańców.